# Sclerophrys pardalis
Sclerophrys pardalis es una especie de anfibios anuros de la familia Bufonidae.

## Distribución geográfica y hábitat
Es endémica de Sudáfrica.
Su hábitat natural incluye zonas de arbustos, praderas, jardines rurales y áreas urbanas.
Está amenazada por la pérdida de su hábitat natural.